# Flux Echoes
Flux Echoes is het tweede muziekalbum van de toetsenist Brendan Pollard. Brendan Pollard is/was lid van Roque Element, dat gespecialiseerd is/was in retro-elektronische muziek in de stijl van de vroege Tangerine Dream, de zogenaamde Berlijnse School voor elektronische muziek. Dat houdt in lange tracks, veel sequencers (langdurige elektronische loops) en het gebruik van oude toetseninstrumenten zoals de Mellotron (de tapes voor de mellotron in deze opnamen zijn 30 jaar oud).

## Musici
- Brendan Pollard – een reeks aan toetseninstrumenten;
- Shelley Walker – gitaar;
- Adrian Dolente – toetsen
- Mat Robert – piano en orgel

## Composities
- Flux Echoes (Pollard) (21:45)
- Radiant Transmission (Pollard, Walker)(30:00)
- Phosphor Skyline (Pollard, Walker, Roberts, Dolente)(17:48)
- Torque (Pollard,Walker)(3:48)